# Pewou Bestman
Pewou Bestman (né le 10 juillet 1975 au Liberia) est un joueur de football international libérien, qui évoluait au poste de gardien de but.

## Biographie

### Carrière en sélection
Avec l'équipe du Liberia, il joue entre 1988 et 2002. 
Il figure dans le groupe des sélectionnés lors des CAN de 1996 et de 2002, où son équipe est éliminée à chaque fois au premier tour.
Il joue enfin 7 matchs comptant pour les tours préliminaires de la coupe du monde 1990.

## Palmarès
Il est champion du Libera en 1998 et 1999 avec l'Invincible Eleven et remporte la Coupe du Liberia en 1991, 1997 et 1998.